# Diamidophosphate
| Diamidophosphorsäure und deren Derivate               |
| ----------------------------------------------------- |
| Diamidophosphorsäure                                  |
| Diamidophosphor- säureanion                           |
| Diamidophosphor- säurenatriumsalz CAS-Nr. 17097-14-2  |
| Diamidophosphor- säureammoniumsalz CAS-Nr. 13597-81-4 |

Diamidophosphate sind eine Gruppe chemischer Verbindungen. Es handelt sich um die Salze und Ester der Diamidophosphorsäure (CAS-Nr. 10043-91-1). Das Anion wird als Diamidophosphat, kurz DAP, bezeichnet, ist eine organische Phosphat-Aminoverbindung und zählt zu den Phosphoramidaten.

## Wirkung und Bedeutung
DAP ist wegen seiner Ähnlichkeit zu Diamidohydrogenorthocarbonat ein effektiver Inhibitor der Urease (Übergangszustandanalogon).
DAP wurde als mögliches, phosphorylierendes Agenz in der präbiotischen Evolution erster organischer Verbindungen und Vorläufermolekülen irdischen Lebens wie Peptide, Lipide oder Nukleotide in Verbindung gebracht.